# Watarase Keikoku Railway
La Watarase Keikoku Railway Co., Ltd. (わたらせ渓谷鐵道株式会社, Watarase Keikoku Tetsudō Kabushiki-gaisha) est une compagnie de transport de passagers qui exploite une ligne de chemin de fer dans la préfecture de Gunma au Japon. Son siège social se trouve dans la ville de Midori.

## Histoire
La compagnie a été fondée le 25 octobre 1988. Le 29 mars 1989, elle commence l'exploitation de l'ancienne ligne Ashio cédée par la JR East.

## Ligne
La compagnie exploite une ligne.
| Ligne                  | Nom japonais   | Terminus     | Longueur (km) | Gares |
| ---------------------- | -------------- | ------------ | ------------- | ----- |
| Ligne Watarase Keikoku | わたらせ渓谷線 | Kiryū - Matō | 44,1          | 17    |

## Matériel roulant

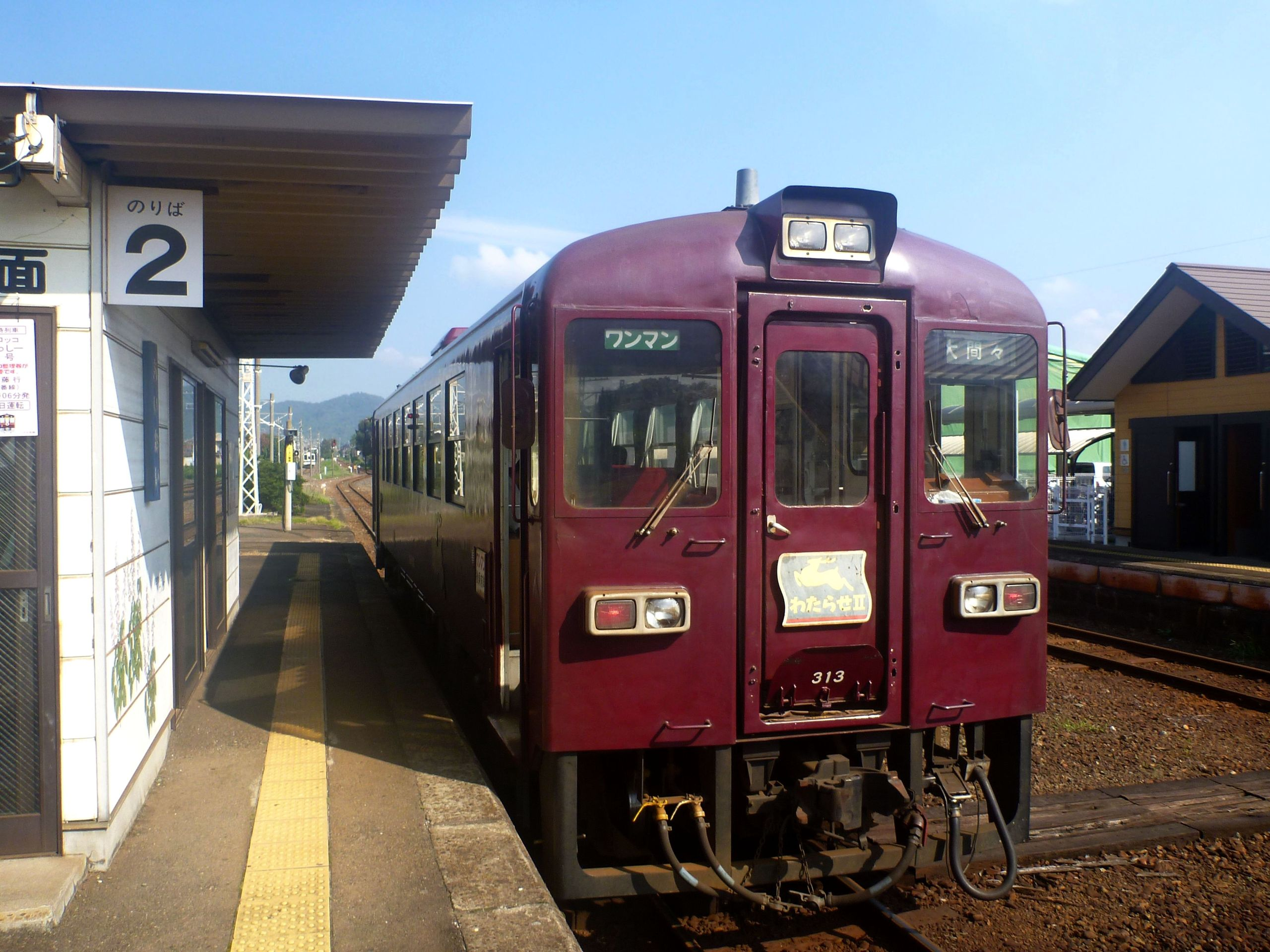
Autorail série Wa 89-310
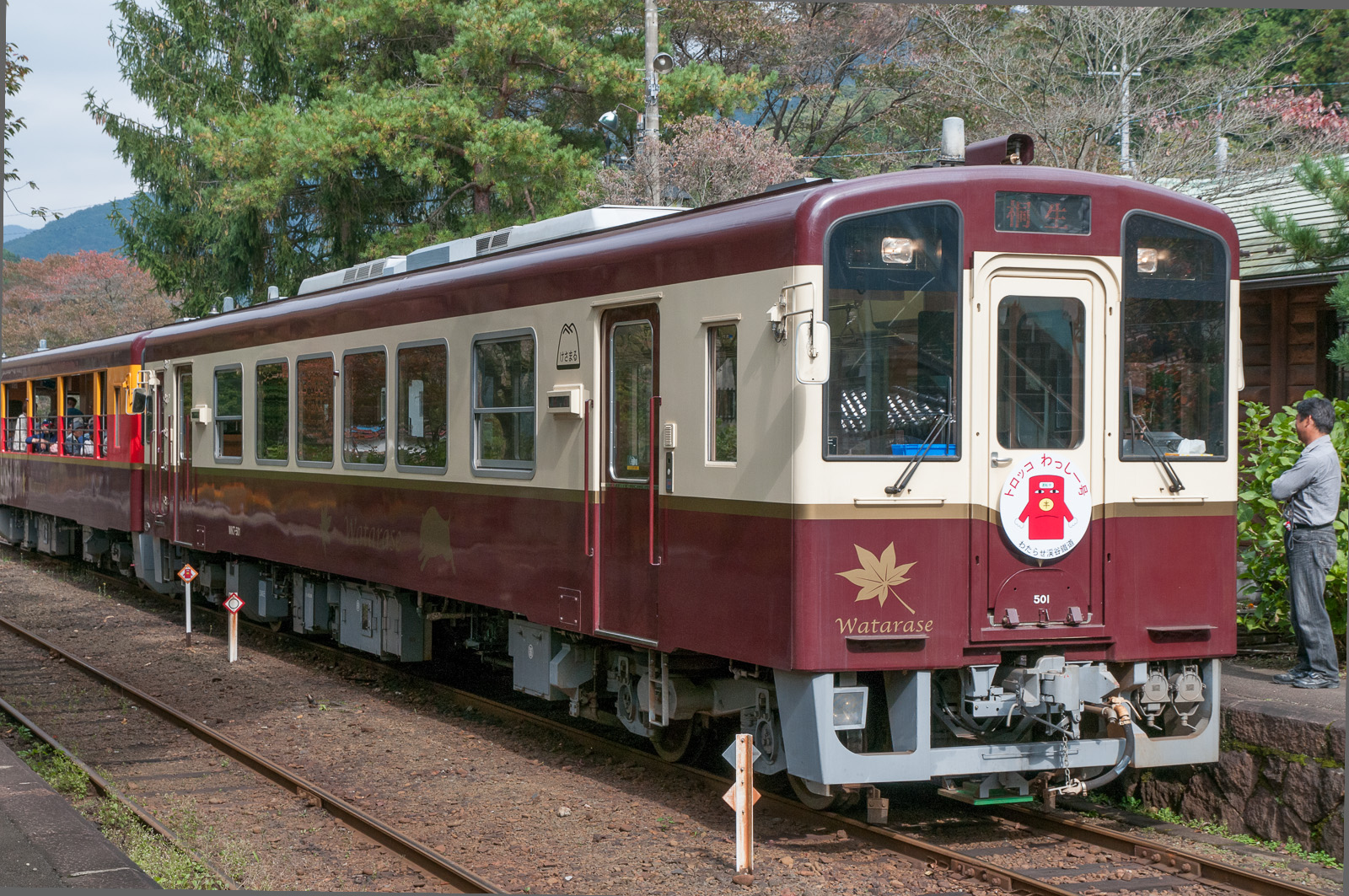
Autorail série WKT-500
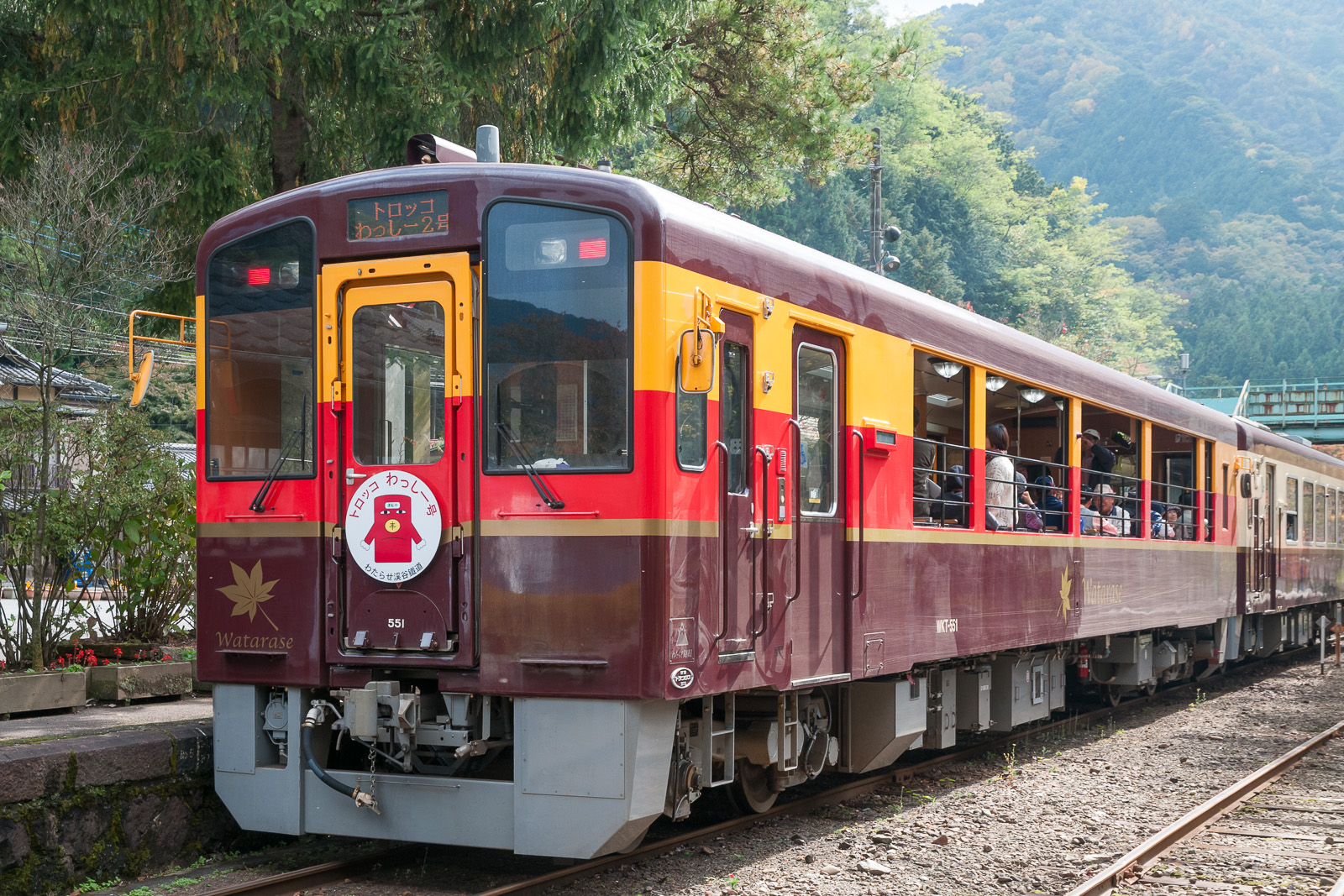
Autorail série WKT-550
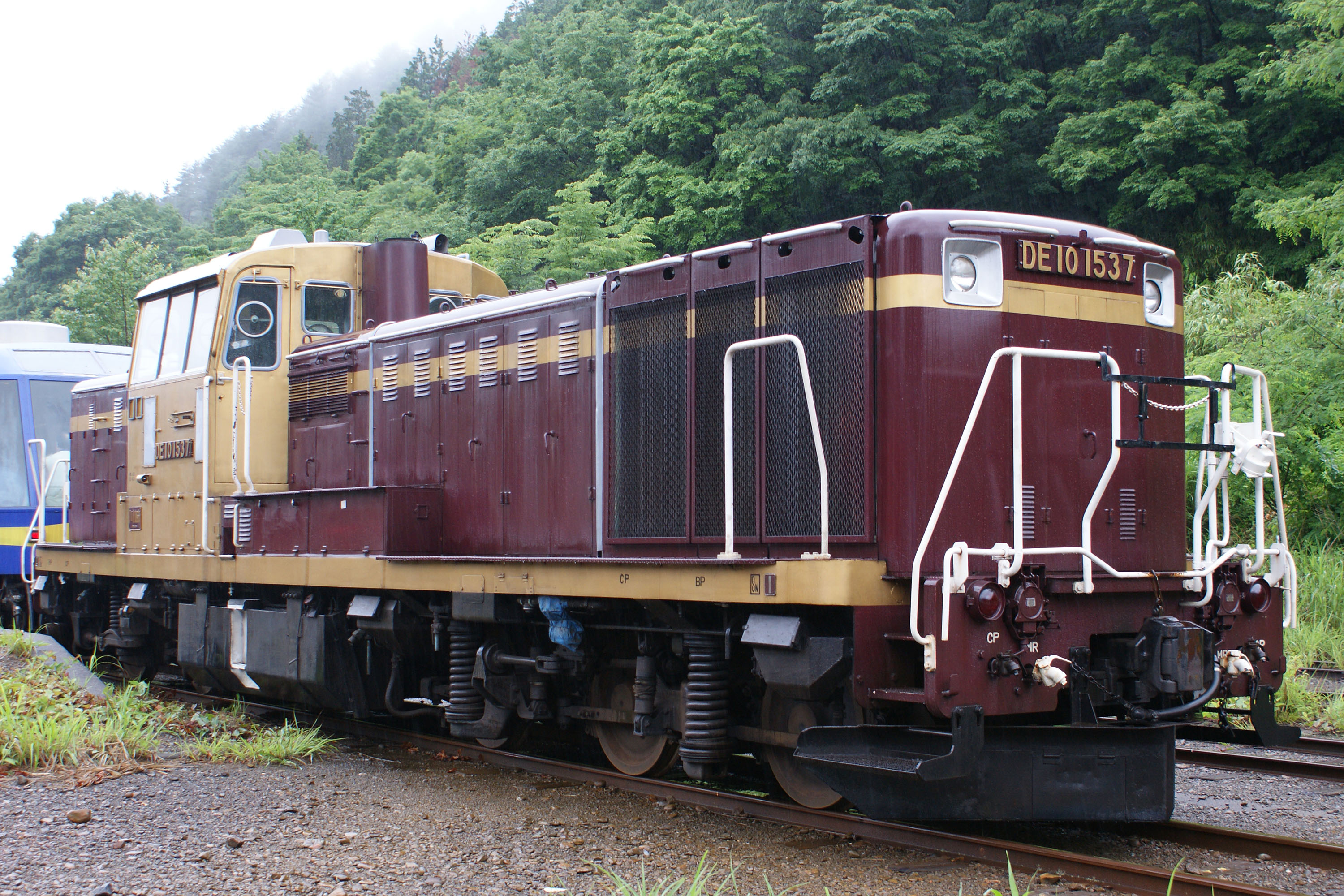
Locomotive classe DE10
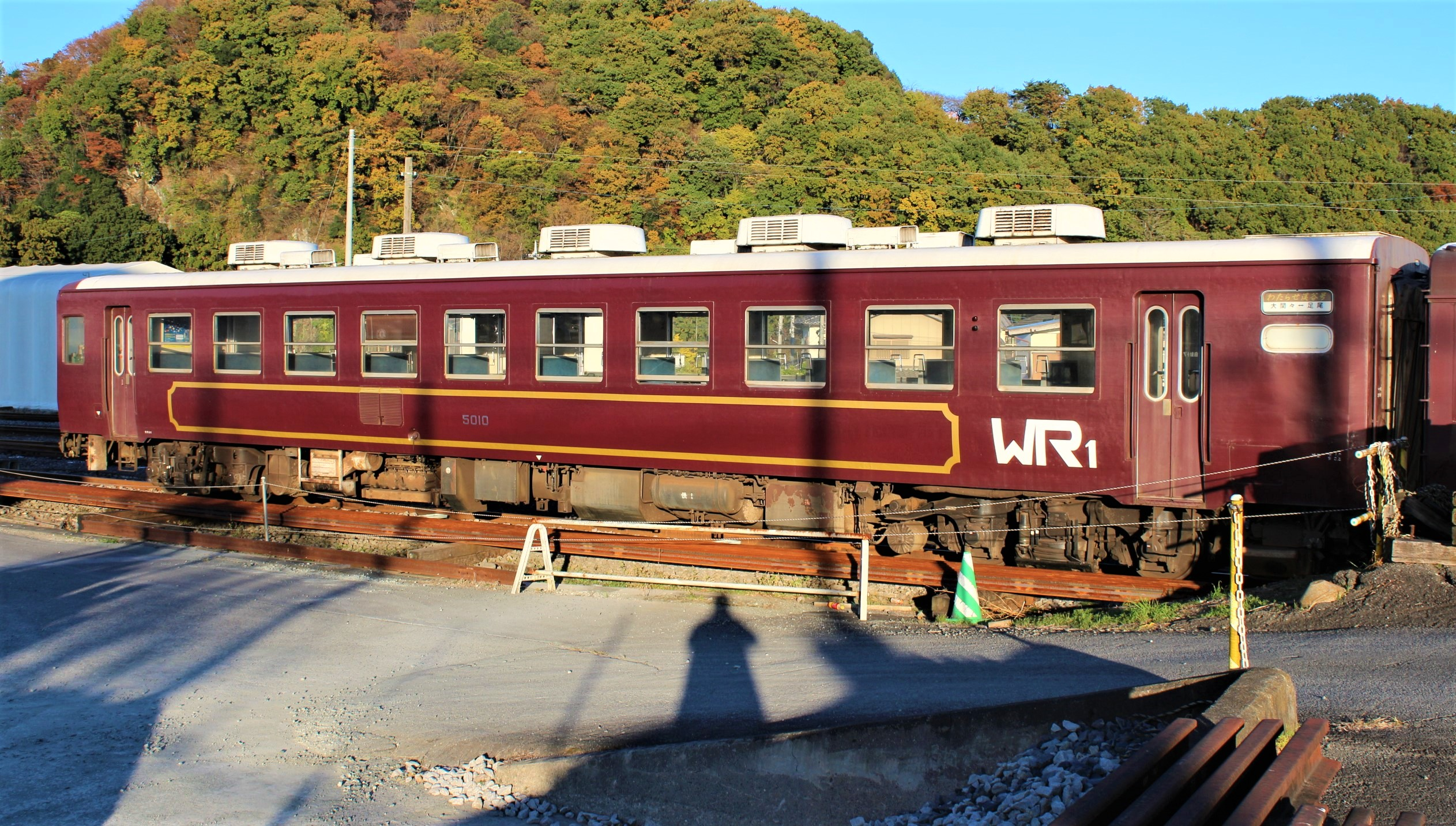
Voiture série Wa 99